# I vestiti nuovi dell'imperatore
I vestiti nuovi dell'imperatore (o Gli abiti nuovi dell'imperatore) è una fiaba danese scritta da Hans Christian Andersen e pubblicata per la prima volta nel 1837 nel volume Eventyr, Fortalte for Børn ("Fiabe, raccontate per i bambini"). Il titolo originale è Keiserens Nye Klæder. In Italia è apparsa per la prima volta nel 1864 con il titolo Gli abiti nuovi del granduca, nella raccolta Quindici racconti pei giovinetti.
La fonte da cui ha tratto ispirazione Andersen è una storia spagnola riportata da Don Juan Manuel (1282-1348), la XXXII dell'opera El Conde Lucanor. Il racconto appartiene al bagaglio culturale condiviso di tutto l'Occidente e i riferimenti a questa fiaba nella cultura occidentale sono onnipresenti.

## Trama
La fiaba parla di un imperatore vanitoso, completamente dedito alla cura del suo aspetto esteriore, e in particolare del suo abbigliamento. Un giorno due imbroglioni giunti in città spargono la voce di essere tessitori e di avere a disposizione un nuovo e formidabile tessuto, sottile, leggero e meraviglioso, con la peculiarità di risultare invisibile agli stolti e agli indegni.
I cortigiani inviati dal re non riescono a vederlo; ma per non essere giudicati male, riferiscono all'imperatore lodando la magnificenza del tessuto. L'imperatore, convinto, si fa preparare dai due disonesti un abito. Quando questo gli viene consegnato, però, l'imperatore si rende conto di non essere neppure lui in grado di vedere alcunché; attribuendo la non visione del tessuto a una sua indegnità che egli certo conosce, e come i suoi cortigiani prima di lui, anch'egli decide di fingere e di mostrarsi estasiato per il lavoro dei tessitori.

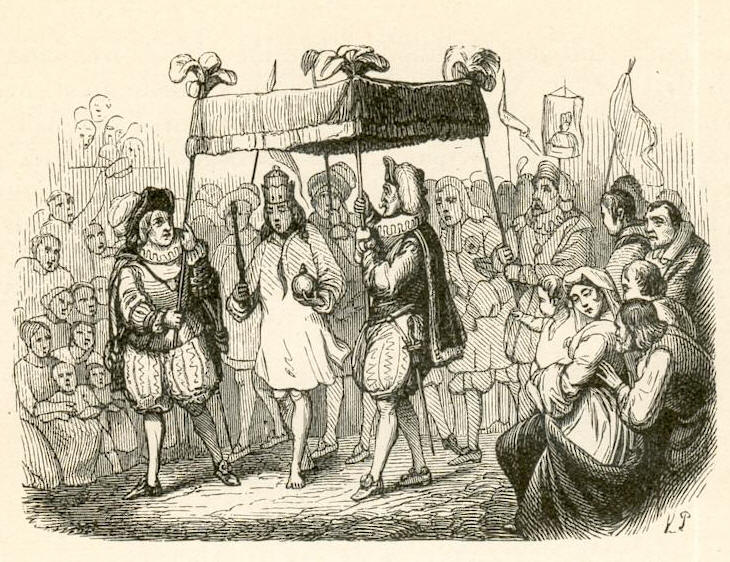
Il re sfila senza vestiti nell'acquiescenza generale, in un'incisione dell'Ottocento ad opera di Vilhelm Pedersen (1820 - 1859)

Col nuovo vestito sfila per le vie della città di fronte a una folla di cittadini i quali applaudono e lodano a gran voce l'eleganza del sovrano, pur non vedendo alcunché nemmeno essi e sentendosi segretamente colpevoli di inconfessate indegnità. Questa specie di incantesimo finisce al che un bambino, sgranando gli occhi, grida con innocenza "Ma il re non ha niente addosso!" (o, secondo una variante, "Il re è nudo!"). Ciononostante, il sovrano continua imperterrito a sfilare come se nulla fosse successo.

## Adattamenti

### Cinema
- I vestiti nuovi dell'imperatore (The Emperor's New Clothes) (1987), film di David Irving con Sid Caesar, Robert Morse e Lysette Anthony.
- I vestiti nuovi dell'imperatore (Císařovy nové šaty) (1994), film di Juraj Herz con Harald Juhnke, Andréa Ferréol e Jan Kalous.
- Gli abiti nuovi del granduca (2005), film di Alessandro Paci.

### Televisione
- Le fiabe di Andersen (Andersen Monogatari) (1971), anime della Mushi Production, episodio 37.
- Fiabe... così (Manga sekai mukashi banashi) (1976), anime della Dax International, episodio 3.
- Nel regno delle fiabe (Shelley Duvall's Faerie Tale Theatre) (1985), episodio di Peter Medak con Dick Shawn, Alan Arkin e Art Carney.
- Favole senza tempo (Timeless Tales from Hallmark) (1999), serie animata della Hanna-Barbera, episodio 2.
- Le fiabe più belle (Anime Sekai no Dowa) (1995), anime di Ryuichi Sugimoto.
- Il teatrino delle fiabe di Hello Kitty ( Sanrio anime sekai meisaku gekijō), regia di Yoshio Kuroda.
- Simsalagrimm (Simsala Grimm) (2010), serie animata di Gary Blatchford, Chris Doyle e Jody Gannon.
- Le più belle fiabe dei fratelli Grimm (Sechs auf einen Streich) (2010), episodio di Hannu Salonen con Matthias Brandt, Alissa Jung e Sergej Moya.

## Riferimenti nella cultura
Espressioni come "i nuovi vestiti dell'imperatore", "l'imperatore (o il re) è nudo" e così via sono spesso usate nel linguaggio comune con riferimento alla fiaba di Andersen. Solitamente, lo scopo è quello di denunciare una situazione in cui una maggioranza di osservatori sceglie volontariamente di non far parola di un fatto ovvio a tutti, fingendo di non vederlo, oppure elogiando una virtù inesistente. Una metafora simile, del XX secolo, è quella dell'elefante nella stanza. Uno dei contesti in cui la frase ricorre in modo più frequente è quello politico, in cui la corrispondenza con il contenuto della storia di Andersen è spesso rinforzata dal fatto che una certa verità venga taciuta per compiacere il potere (politico e no).
La storia è anche usata per riferirsi al concetto della "verità vista attraverso gli occhi di un bambino", ovvero al fatto che spesso la verità viene proclamata da una persona troppo ingenua per comprendere le pressioni esercitate all'interno di un gruppo affinché essa venga taciuta. Nell'opera di Andersen il tema della "purezza degli innocenti" ricorre anche in molte altre fiabe.
Il libro del 1985 di Jack Herer, The Emperor Wears No Clothes, fa nel titolo evidente riferimento alla fiaba di Andersen. Il libro La mente nuova dell'imperatore di Roger Penrose fa evidente riferimento alla favola. Dalla favola fu tratto anche il nome della rivista underground Re Nudo. Il film della Disney Le follie dell'imperatore sembra essere ispirato alla nota fiaba. Il titolo originale del film (The Emperor's New Groove), inoltre, è un chiaro riferimento alla fiaba.

### Riferimenti nella musica
- Il brano di Elton John The Emperor's New Clothes, dall'album Songs from the West Coast, cita la fiaba nel titolo.
- Sinéad O'Connor ha intitolato una canzone come la fiaba, pubblicandola anche come singolo tratto dal suo secondo album del 1990 I do not want what I haven't got
- Il brano del gruppo progressive Spock's Beard The Emperor's Clothes, contenuto nell'album X, narra in maniera riadattata la vicenda.
- Il tema dei "vestiti nuovi dell'imperatore" ricorre in modo particolarmente frequente nell'opera del compositore progressive Peter Hammill.
- Il gruppo musicale dei Nomadi nell'album del 2002 Amore che prendi amore che dai ha inserito una canzone intitolata "Il re è nudo", con chiari riferimenti alla fiaba di Andersen e forte contenuto politico.
- La fiaba è narrata e raccontata nella canzone Sputate al Re del gruppo musicale Articolo 31 nel loro album del 2003 Italiano medio.
- La canzone della band canadese Arcade Fire Ready to Start, contenuta nell'album The Suburbs, recita nel testo All the kids have always known that the Emperor wears no clothes but they bow down to him anyway, 'cause it's better than being alone ovvero "Tutti i bambini hanno sempre saputo che l'imperatore è nudo ma si inchinano comunque davanti a lui perché è meglio che essere soli".
- I Panic! at the Disco hanno scritto una canzone intitolata Emperor's New Clothes per il loro quinto album Death of a Bachelor.
- La canzone The Emperor, inclusa nell'album Dystopia della band thrash metal Megadeth, presenta chiari riferimenti alla fiaba nel titolo stesso e nel ritornello.
- Il primo album del gruppo Pinguini Tattici Nucleari Il re è nudo cita la fiaba nel proprio nome.
- I vestiti nuovi del principe, titolo dell'episodio 1 dell'anime Ranking of Kings, è un evidente riferimento alla fiaba.